# 萌トリビュート
萌トリビュートは、小林万桜・小川櫻子・カンナ・小野由可里・飯島ゆいの5名からなるKiss!い・も・う・とClub.が代表的な萌えソングをカバーした音楽アルバム。ビクターエンタテインメントより2006年12月20日発売。

## 収録曲
1. 天罰!エンジェルラビィ
PCゲーム「まじかるトワラー・エンジェルラビィ」オープニング
2. ドリルでルンルンクルルンルン
TVアニメ「D4プリンセス」エンディング
3. いちご GO!GO!
PCゲーム「いちご打」1stオープニング
4. ふたりのもじぴったん
パズルゲーム「ことばのパズル もじぴったん」
5. ギャラクシー★Bang! Bang!
TVアニメ「ギャラクシーエンジェル」第1期オープニング
6. Neko Mimi Mode
TVアニメ「月詠 -MOON PHASE-」オープニング
7. アキバで抱きしめて 〜HOLD ON ME @AKIHABARA〜
PCゲーム「私立アキハバラ学園」オープニング
8. 巫女みこナース・愛のテーマ
TVアニメ「巫女みこナース」オープニング
9. フィギュアになりたい
「DreamParty」イメージソング
10. √キス2(=お兄ちゃん!)
読み方は「るーときすじじょう（はおにいちゃん！）」